# Саид ибн Джубайр
Абу́ Абдулла́х Саи́д ибн Джуба́йр аль-Асади, известный как Саид ибн Джубайр (араб. سعيد بن جبير‎; 665, Куфа — 714, Куфа) — исламский богослов, правовед, толкователь Къур'ана, аскет, один из наиболее известных передатчиков хадисов из поколения табиунов.

## Биография
Его полное имя: Абу Абдулла Саид ибн Джубайр аль-Асади аль-Куфи. Его описывали как праведного и набожного человека. Поэтому в мусульманской хадисной методологии он является надёжным передатчиком хадисов (рави).Он был одним из самых учёных и образованных людей своего времени. Жил в Куфе, некоторое время трудился в качестве секретаря городского судьи. В 714 году принял участие в восстании против тирании омейядского наместника аль-Хаджжаджа и был убит.
Саид ибн Джубайр передал хадисы от Абдуллаха ибн аз-Зубайр, Анаса ибн Малика, Абу Саида аль-Худри и других сподвижников пророка Мухаммеда. Также известны хадисы-мурсал, переданные им от Абу Хурайры, Абу Мусы аль-Ашари, Али ибн Абу Талиба и Аиши бинт Абу Бакр, с которыми он лично не встречался. От него передавали хадисы аль-Амаш, Мансур ибн аль-Мутамир, Яла ибн Хаким ас-Сакафи, Симак ибн Харб и другие мухаддисы.